# Bangarang
Bangarang é o quarto extended play (EP) do produtor musical estadunidense Skrillex. Foi lançado em 23 dezembro de 2011 pela Big Beat Records.

## Lista de faixas
| N.º | Título                                             | Compositor(es)                        | Produtor(es)                          | Duração |  |
| 1.  | "Right In"                                         | Skrillex                              | Skrillex                              |         |  |
| 2.  | "Bangarang" (com Sirah)                            | Skrillex                              | Skrillex                              |         |  |
| 3.  | "Breakn' a Sweat" (com The Doors)                  | Skrillex, The Doors                   | Skrillex                              |         |  |
| 4.  | "The Devil's Den" (com Wolfgang Gartner)           | Skrillex, Gartner                     | Skrillex, Gartner                     |         |  |
| 5.  | "Right on Time" (com 12th Planet e Kill the Noise) | Skrillex, 12th Planet, Kill the Noise | Skrillex, 12th Planet, Kill the Noise |         |  |
| 6.  | "Kyoto" (com Sirah)                                | Skrillex, Sirah                       | Skrillex                              |         |  |
| 7.  | "Summit" (com Ellie Goulding)                      | Skrillex                              | Skrillex                              |         |  |

## Desempenho nas tabelas musicais

### Posições
| Tabela musical (2012)                                         | Melhor posição |
| ------------------------------------------------------------- | -------------- |
| Austrália (ARIA Charts                                        | 4              |
| Bélgica (Ultratop 50 de Flandres)                             | 89             |
| Canadá (Canadian Albums Chart)                                | 4              |
| Estados Unidos (Billboard 200)                                | 14             |
| Estados Unidos (Dance/Electronic Albums)                      | 1              |
| Noruega (VG-lista)                                            | 25             |
| Nova Zelândia (Recording Industry Association of New Zealand) | 3              |
| Polônia (Związek Producentów Audio Video)                     | 33             |
| Reino Unido (UK Albums Chart)                                 | 31             |
| Reino Unido (UK Dance Chart)                                  | 1              |
| Suíça (Schweizer Hitparade)                                   | 47             |

### Tabelas de fim-de-ano
| Tabela musical (2012)                    | Posição |
| ---------------------------------------- | ------- |
| Canadá (Canadian Albums Chart)           | 21      |
| Estados Unidos (Billboard 200)           | 63      |
| Estados Unidos (Dance/Electronic Albums) | 3       |

### Certificação
| País                  | Certificação |
| --------------------- | ------------ |
| Austrália (ARIA)      | Platina      |
| Canadá (Music Canada) | Platina      |
| Nova Zelândia (RIANZ) | Ouro         |
| Reino Unido (BPI)     | Prata        |